# Robin (serie animata)
Robin è una sitcom animata tedesca-svedese del 1996, creata da Magnus Carlsson.
La serie è stata trasmessa per la prima volta in Svezia su SVT1 dal 1996, per un totale di 30 episodi ripartiti su una stagione. In Italia è stata trasmessa su TELE+ Bianco dal 1998.
La serie gode di popolarità soprattutto dopo essere apparsa nel video musicale del brano Paranoid Android del gruppo britannico Radiohead nel 1997.

## Trama
Ogni episodio è incentrato su uno scapolo svedese disoccupato poco più che ventenne di nome Robin e il suo migliore amico Benjamin. Sebbene nessuno dei due sembri fare qualcosa di costruttivo con le loro vite, sono coinvolti in diverse disavventure, per lo più con un finale non sequitur. Di solito la coppia si ritrova a scontrarsi con la legge, incontra alcolizzati, esibizionisti e altri personaggi.

## Episodi
| Stagione       | Episodi | Prima TV USA | Prima TV Italia |
| -------------- | ------- | ------------ | --------------- |
| Prima stagione | 30      | 1996         | 1998            |

## Personaggi e doppiatori
- Robin, voce originale di Dave Avellone, italiana di Daniele Luttazzi.[1]
- Benjamin Cheegro.